# Droga wojewódzka 897
Die Droga wojewódzka 897 (DW 897) ist eine 111 Kilometer lange Droga wojewódzka (Woiwodschaftsstraße) in der polnischen Woiwodschaft Karpatenvorland, die Tylawa mit Wołosate und dem darauffolgenden dem Grenzübergang zur Ukraine verbindet. Die Strecke liegt im Powiat Krośnieński, im Powiat Sanocki, im Powiat Leski und im Powiat Bieszczadzki.

## Streckenverlauf
Woiwodschaft Karpatenvorland, Powiat Krośnieński
-  Tylawa (DK 19)
-  Daliowa (DW 887)
- Jaśliska
- Posada Jaśliska
- Wola Niżna
- Moszczaniec

Woiwodschaft Karpatenvorland, Powiat Sanocki
- Wisłok Wielki
- Czystogarb
-  Komańcza (DW 892)
-  Radoszyce (DW 892)
- Osławica
- Nowy Łupków
- Wola Michowa

Woiwodschaft Karpatenvorland, Powiat Leski
- Majdan
-  Cisna (DW 893)
- Dołżyca
- Krzywe
- Kalnica
- Smerek
- Wetlina

Woiwodschaft Karpatenvorland, Powiat Bieszczadzki
- Brzegi Górne
-  Ustrzyki Górne (DW 896)
- Wołosate
-  Grenzübergang in die  Ukraine